# Carrier Air Group Seventeen
Le Carrier Air Group Seventeen (CVG-17) était une désignation utilisée par l'US Navy pour identifier deux groupes aériens embarqués indépendants.
- Le premier a été créé le 1er janvier 1943 sous le nom de Carrier Air Group Seventeen (CAVG-17) et dissout le 1er avril 1992 en prenant le nom de Carrier Air Wing Six (CVW-6),
- Le second a été créé sous le nom de Carrier Air Group Eighty Two le 1er avril 1944 et finalement dissout en prenant le nom de Carrier Air Group Seventeen  (CVW-17) le 16 septembre 1968.

Aucun des deux groupes ne partage une lignée avec l'actuel Carrier Air Wing Seventeen (CVW-17).

## Premier Carrier Air Group désigné CVG-17
Le premier Carrier Air Group à porter la désignation Carrier Air Group Seventeen (CVG-17) a été créé sous le nom de CVG-17 le 1er janvier 1943 pendant la Seconde Guerre mondiale. Il a ensuite été renommé CVBG-17, puis CVBG-5, puis CVG-6 (la deuxième utilisation de la désignation CVG-6) et finalement CVW-6 avant d'être supprimé.

## Second Carrier Air Group désigné CVG-17

### CVG-82
Le Second Carrier Air Group portant la désignation CVG-17 a été créé sous le nom de CVG-82 le 1er avril 1944 pendant la Seconde Guerre mondiale et a été affecté au porte-avions USS Bennington  (CV-20). 

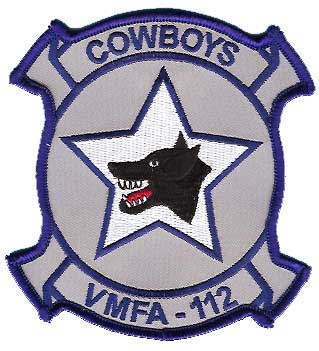
Insigne du VMFA-112

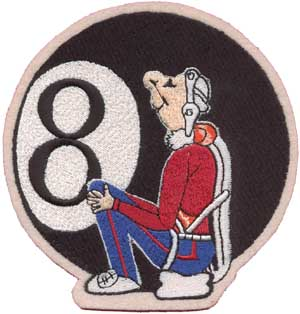
Insigne du VFM-123

Le CVG-82 était composé du Fighting Squadron 82 (VF-82 (en)), pilotant le Grumman F6F Hellcat, du Bombing Squadron 82 (Curtiss SB2C Helldiver), du Torpedo Squadron 82 (Grumman TBF Avenger) et des deux escadrons de chasse de l'United States Marine Corps : VMFA-112 et VMF-123 (en) (Chance Vought F4U Corsair). Après s'être entraîné sur la côte est des États-Unis, Bennington atteignit la Cinquième flotte des États-Unis le 7 février 1945. Neuf jours plus tard. Le CVG-82 a attaqué des cibles dans la région de Tokyo, principalement les aérodromes d'Hachijō-jima, Nanpo Shoto, Mikata-Ga-Hara et Hamamatsu. Du 20 au 22 février, l'escadre soutient les débarquements pour la Bataille d'Iwo Jima. Cela a été suivi d'attaques contre des cibles dans la mer intérieure japonaise et sur Okinawa en mars. Le 7 avril, des avions du CVG-82 ont participé au naufrage du cuirassé japonais Yamato. Le groupe aérien a ensuite soutenu les troupes américaines sur Okinawa jusqu'en juin. 

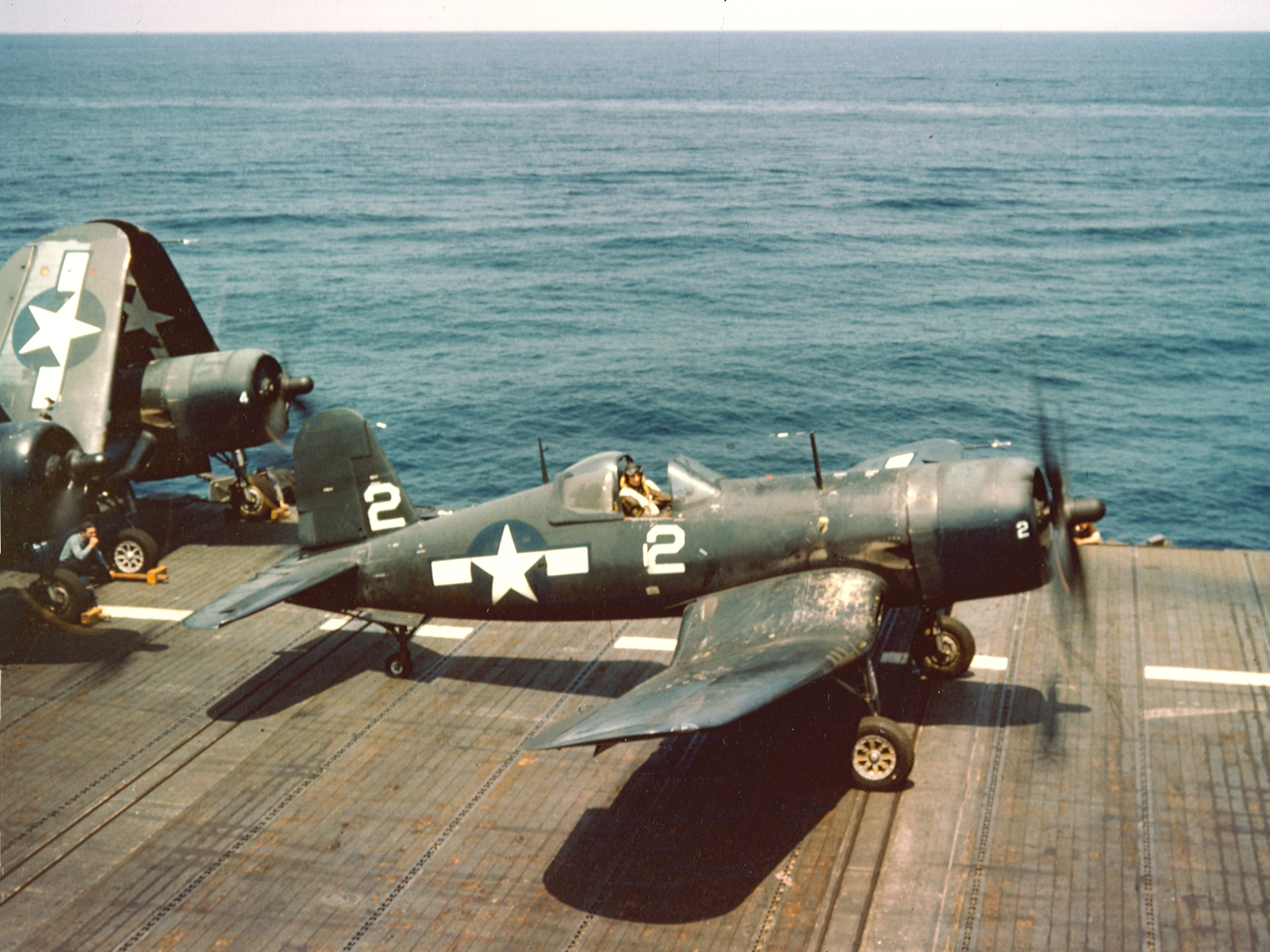
CVG-82 sur USS Randolph en 1946

Le 17 juin 1945, le CVG-82 est remplacé à bord du Bennington par le CVG-1 et transporté aux États-Unis à bord de l'USS White Plains (CVE-66). Lors de son déploiement, le CVG-82 a été crédité de la destruction de 167 avions japonais dans les airs et 220 au sol. Cependant, le CVG-82 a perdu 40 pilotes et 13 membres d'équipage, soit 25 % de son effectif régulier.
Après la guerre, le groupe aérien a été réaffecté à l'United States Fleet Forces Command. Le CVG-82 a commencé son premier déploiement dans la région de l'océan Atlantique en octobre 1946 à bord de l'USS Randolph (CV-15).

### CVAG-17
Le 15 novembre 1946, tous les CVG alors existants ont été redésignés selon un nouveau schéma de désignation. Les groupes aériens de transporteurs affectés aux porte-avions de classe Essex ont été désignés CVAG et ceux affectés au plus grand porte-avions USS Midway (CV-41) ont été désignés CVBG. Les CVAG étaient numérotés séquentiellement de 1 à 21 en utilisant uniquement des nombres impairs et le CVG-82 a été renommé Attack Carrier Air Group Seventeen (CVAG-17).

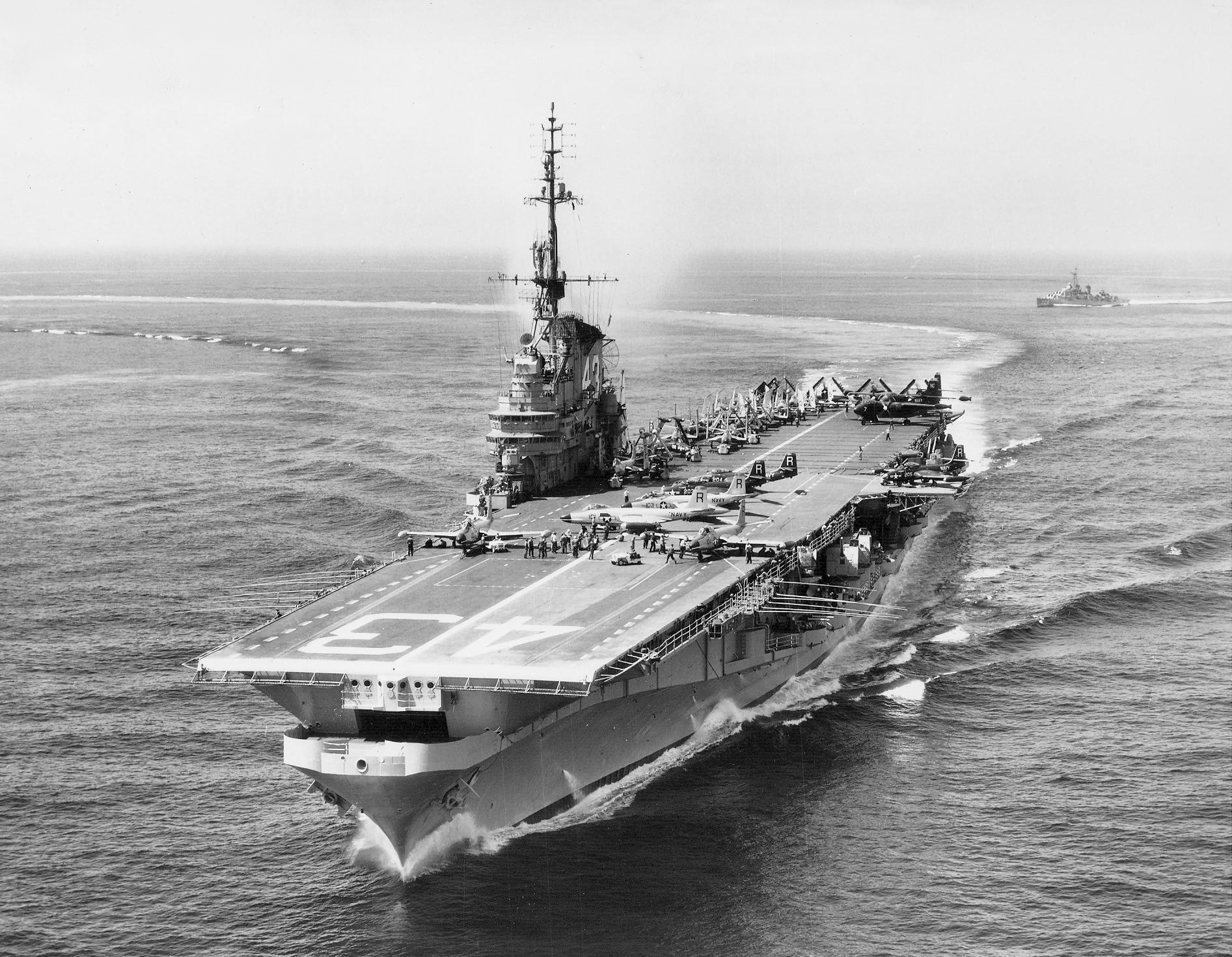
CVG-17 sur l'USS Coral Sea

### CVG-17
Peu de temps après, le 1er septembre 1948, la marine a institué un autre système de désignation éliminant les désignations CVAG et CVBG et tous les groupes aériens embarqués existants ont été redésignés en CVG. Jusqu'en 1953, le CVG-17 a effectué huit déploiements en mer Méditerranée à bord des Randolph, Midway, USS Franklin D. Roosevelt et USS Coral Sea (CV-43). Entre septembre 1953 et mai 1954, le CVG-17 a fait le tour du monde à bord de l'USS Wasp (CV-18). 
En 1955, le CVG-17 s'est de nouveau déployé à bord de l'USS Coral Sea, suivi de trois déploiements avec l'USS Franklin D. Roosevelt jusqu'en mars 1958. En novembre 1956, USS Franckin D. Roosevelt et USS Forrestal (CV-59) ont rejoint en mer Méditerranée l'USS Randolph et l'USS Coral Sea pendant la crise du canal de Suez, pour empêcher toute intervention soviétique. 
Le CVG-17 a été supprimé le 16 septembre 1958.